# 香川県立香川東部支援学校

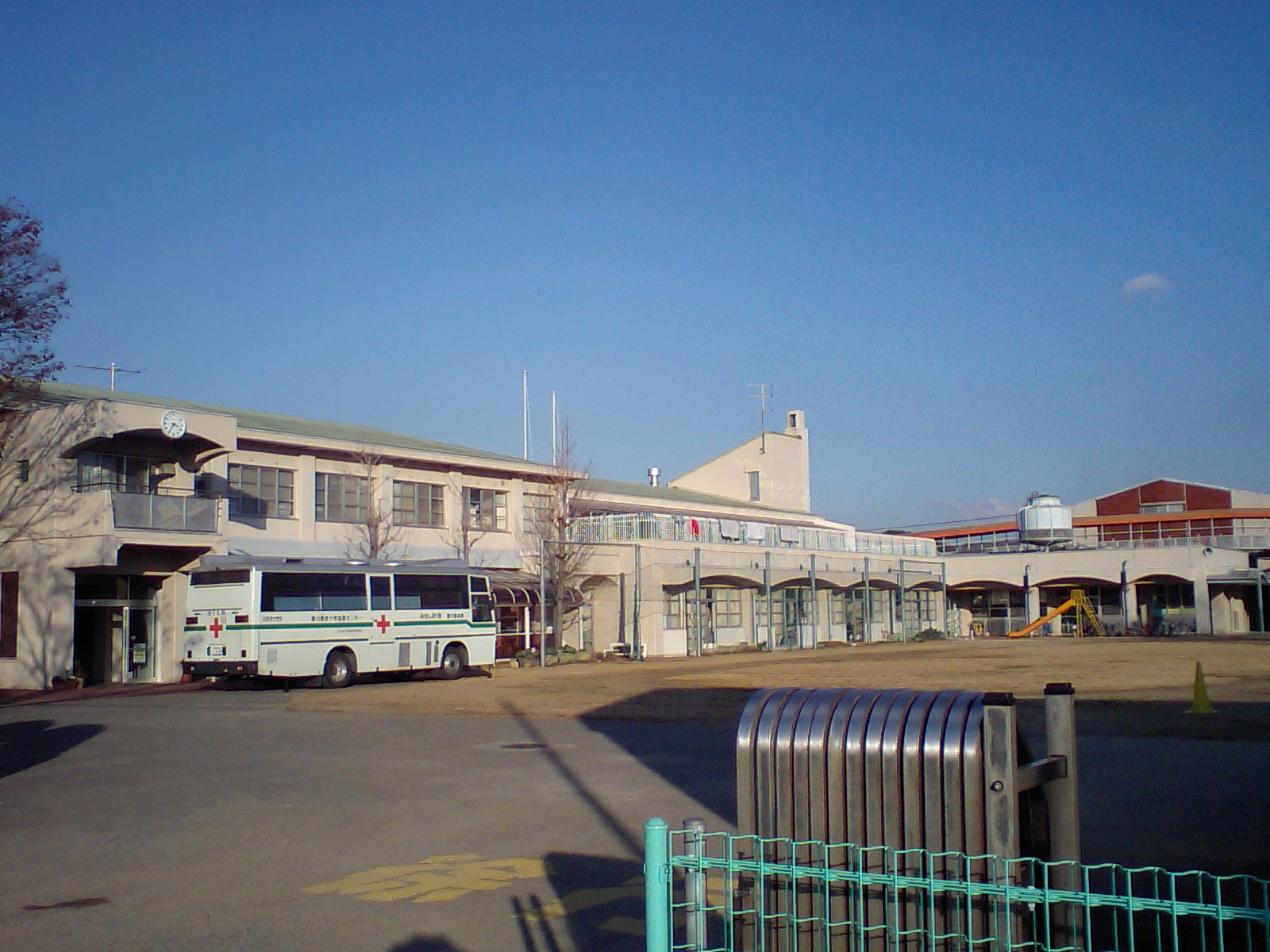
別角度より学校全景（2008年12月）

香川県立香川東部支援学校（かがわけんりつ かがわとうぶしえんがっこう）は、香川県さぬき市長尾西にある県立特別支援学校。知的障害を抱える児童・生徒を教育対象とする。

## 概要
小学部、中学部、高等部から構成されている。児童生徒は地元であるさぬき市をはじめ、東かがわ市、木田郡三木町、高松市などから通学している。また通学が困難な児童生徒のための訪問教育も実施している。

## 沿革
- 1977年（昭和52年）4月1日 - 開校。
- 2023年（令和5年）4月1日 - 香川県立香川東部支援学校に校名変更[1]。

## 校訓
明るく たのしく のびのびと

## 学部
- 小学部
- 中学部
- 高等部

## 交通手段
- 高松琴平電気鉄道長尾線長尾駅より北へ600m
- 大川バス引田線及びさぬき市コミュニティバス大川バス本社前バス停より北へ700m

その他スクールバスも通学手段として使われている。

## 学校行事
- 旧大川郡長尾町時代より、現在のさぬき市立長尾小学校やさぬき市立長尾中学校と交流学習がもたれている。